# Thế kỷ
Thế kỷ là cách gọi một đơn vị thời gian bằng 100 năm.

## Thế kỷ trong lịch Gregory
Theo lịch Gregory thì thế kỷ 1 được bắt đầu từ ngày 1 tháng 1 năm 1 và kết thúc vào ngày 31 tháng 12 năm 100. Thế kỷ 2 bắt đầu từ năm 101 và cứ như vậy theo công thức Thế kỷ n bắt đầu từ năm 100×n - 99, vì vậy thế kỷ 20 kết thúc chính xác là vào ngày 31 tháng 12 năm 2000 chứ không phải ngày 31 tháng 12 năm 1999.
Thế kỷ 1 trước Công nguyên (TCN) được tính từ năm 100 TCN đến năm 1 TCN. Vì vậy không có "thế kỷ 0" chuyển tiếp giữa thế kỷ 1 TCN và thế kỷ 1.
Trong tiếng Việt, thế kỷ thường được ký hiệu bằng chữ số La Mã, ví dụ "thế kỷ 20" được viết là "thế kỷ XX".

## Thế kỷ trong lịch thiên văn
Theo cách tính lịch thiên văn thì tồn tại năm 0 (tương ứng năm 1 của lịch Gregory), vì vậy thế kỷ 1 theo lịch thiên văn bắt đầu từ năm 0 và kết thúc vào năm 99, còn thế kỉ 21 bắt đầu từ năm 2000 (lịch thiên văn).

## Chuyển đổi
- 1 thiên niên kỷ = 10 thế kỷ = 1000 năm
- 1 thế kỷ = 10 thập niên = 100 năm
- 1 thập niên = 3652 ngày = 10 năm
- 1 năm = 365,25 ngày (hay 365 ngày)
- 1 năm nhuận = 366 ngày